# The Heavy (gruppo musicale)
The Heavy sono un gruppo musicale britannico formatosi nel 2007, originario di Noid (Inghilterra), piccolo borgo nei pressi di Bath. Il gruppo è composto da Kelvin Swaby (voce), Dan Taylor (chitarra), Spencer Page (basso) e Chris Ellul (batteria).

## Storia
I fondatori del gruppo, il cantante Kelvin Swaby e il chitarrista Dan Taylor, sono diventati amici negli anni novanta condividendo la passione per i vecchi dischi R&B e i film di Jim Jarmusch. Swaby da bambino cantava nel coro della chiesa della sua parrocchia.
The Heavy nel 2007 realizzano il loro primo singolo That Kind of Man, pubblicato sotto l'etichetta Don't Touch Recordings e mixato da Corin Dingley, prima di essere scoperti e messi sotto contratto dalla Ninja Tune. In seguito pubblicano il loro primo album Great Vengeance and Furious Fire, il 17 settembre 2007 nel Regno Unito e l'8 aprile 2008 negli Stati Uniti.
Dopo la pubblicazione dell'album intraprendono un tour in Europa e negli Stati Uniti, moltiplicando le esibizioni live e i passaggi televisivi e radiofonici. Nel 2009 prendono parte all'album Johnny Cash Remixed con una loro versione di Doing My Time.
Il 2 ottobre 2009 viene pubblicato su etichetta Ninja Tune il loro secondo album The House That Dirt Built. Nell'album è incluso il singolo How You Like Me Now?, che ha ottenuto un buon successo ed è stato inserito in numerose colonne sonore di film e in diversi episodi di note serie televisive, come Entourage, Rookie Blue e White Collar. How You Like Me Now? è stato inoltre scelto dalla casa automobilistica Kia per accompagnare lo spot pubblicitario della Kia Sorento durante il Super Bowl 2010.
The Heavy hanno realizzato una cover di And When I Die, brano del 1966 scritto da Laura Nyro per il gruppo folk Peter, Paul and Mary, per l'episodio finale della quarta stagione di True Blood. Il brano è stato inoltre incluso nella terza compilation tratta dalla serie TV.
Il 21 agosto 2012 viene pubblicato il loro terzo album, The Glorious Dead.
Tre delle loro canzoni vengono poi incluse nei videogiochi della serie Borderlands, "Short Change Hero " e "How You Like Me Now?" in Borderlands 2 e "What Makes A Good Man" in Borderlands: The Pre-Sequel. Vennero poi ingaggiati per comporre la canzone "Put It on the Line" per il videogioco Borderlands 3.

## Discografia

### Album studio
- Great Vengeance and Furious Fire (2007)
- The House That Dirt Built (2009)
- The Glorious Dead (2012)
- Hurt & The Merciless (2016)

### Singoli
- That Kind of Man (2007)
- Set Me Free (2008)
- Oh No! Not You Again! (2009)
- Sixteen (2009)
- How You Like Me Now? (2009)
- What Makes a Good Man? (2012)
- Can't Play Dead (2012)
- Curse Me Good (2012)

### Compilation
- Verve Remixed Christmas (2008)
- Johnny Cash Remixed (2009)